# 25625 Verdenet
25625 Verdenet este un asteroid din centura principală de asteroizi.

## Descriere
25625 Verdenet este un asteroid din centura principală de asteroizi. A fost descoperit pe 5 ianuarie 2000 la Le Creusot de Jean-Claude Merlin. Asteroidul prezintă o orbită caracterizată de o semiaxă mare de 2,38 ua, o excentricitate de 0,22 și o înclinație de 1,0° în raport cu ecliptica.